# Glen Wilson
Glen Wilson (* 26. März 1971 in Upper Hutt) ist ein ehemaliger neuseeländischer Squashspieler. 

## Karriere
Glen Wilson begann seine Karriere im Jahr 1990 und war bis 1999 auf der PSA World Tour. Seine beste Platzierung in der Weltrangliste erreichte er mit Rang 26 Mitte der 1990er Jahre. Bei den Commonwealth Games 1998 gewann er an der Seite von Sarah Cook die Bronzemedaille im Mixed. Mit Leilani Rorani errang er vier Jahre später die Goldmedaille, ebenfalls im Mixed. Bei der Weltmeisterschaft im Mixed 2004 wurde er an der Seite von Shelley Kitchen Vizeweltmeister. Glen Wilson wurde darüber hinaus in den Jahren 1990, 1991 und 2003 dreimal neuseeländischer Landesmeister. Mit der neuseeländischen Nationalmannschaft nahm er unter anderem 2001 und 2003 an der Weltmeisterschaft teil.
Seit 2019 ist er neuseeländischer Nationaltrainer. 2022 wurde er in die New Zealand Squash Hall of Fame aufgenommen.

## Erfolge
- Vizeweltmeister im Mixed: 2004 (mit Shelley Kitchen)
- Commonwealth Games: 1 × Gold (Mixed 2002), 1 × Bronze (Mixed 1998)
- Neuseeländischer Meister: 3 Titel (1990, 1991, 2003)